# Willy Claes (gewichtheffer)
Willy Claes (Sint-Gillis, 6 februari 1937) is een Belgisch voormalig gewichtheffer.

## Levensloop
Claes nam deel aan de Olympische Zomerspelen van 1956 en 1960. Te Melbourne werd hij 9e en in Rome 8e, beide in de gewichtsklasse -82,5 kg.
| Locatie                                      | Gewichtsklasse | Drukken  | Trekken  | Stoten   | Totaal   |
| -------------------------------------------- | -------------- | -------- | -------- | -------- | -------- |
| Olympische Zomerspelen van 1956 te Melbourne | -82,5 kg       | 107,5 kg | 112,5 kg | 137,5 kg | 357,5 kg |
| Olympische Zomerspelen van 1960 te Rome      | -82,5 kg       | 125 kg   | 112,5 kg | 155 kg   | 392,5 kg |